# Unimog
Unimog es el nombre por el que se conoce a una variedad de camiones medianos multipropósito de tracción en las cuatro ruedas producido por Daimler Truck. Su nombre es un acrónimo que proviene del alemán UNIversal MOtor Gerät (dispositivo motorizado de aplicaciones universales).[cita requerida]

## Historia y desarrollo

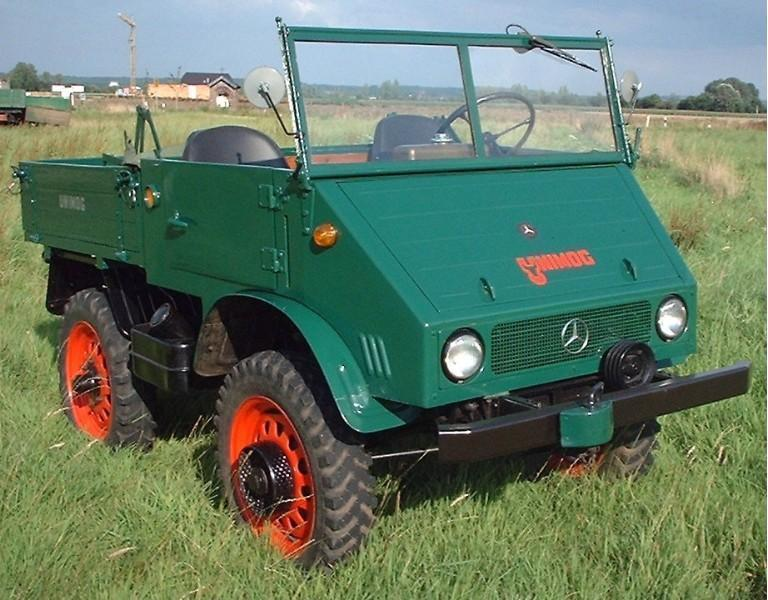
Unimog 401 «Cabrio», construido en el año 1954

En 1942 se realizan los primeros planes para un vehículo con tracción a las cuatro ruedas por Daimler-Benz en Berlín-Marienfelde. En 1944 al tiempo que se anuncia el Plan Morgenthau, el ingeniero Albert Friedrich jefe de diseño de motores para aviación de la Daimler-Benz AG realiza los primeros estudios. Entre mayo y agosto de 1945 se adoptan los criterios de construcción y se toma contacto con las autoridades de ocupación estadounidenses de entonces. A pesar de las dificultades se consigue una "Production Order", (permiso de producción). El proyecto comenzó en la fábrica Gold und Silberfabrik Erhand & Söhne en Schwäbisch Gmünd, en el sur de Alemania, que aceptó cooperar en el desarrollo y producción aunque nunca antes habían participado en la fabricación de tractores o vehículos. En enero de 1946 Heinrich Rößler, antiguo compañero de Friedrich y con experiencia en maquinaria agrícola, comienza a trabajar en Erhard & Söhne y en octubre, el primer prototipo, equipado con un motor de gasolina de 4 cilindros, 1,7 litros es terminado. Todavía faltaba en 1946 un motor diésel de buena calidad y el nombre de este nuevo vehículo, que no era ni un camión ni un tractor. El problema del nombre pronto fue resuelto por Hans Zabel, un ingeniero de la empresa. Él creó un acrónimo del nombre: UNIversal-MOtorGerät (aparato motorizado universal) o UNIMOG. A principios de 1947 la empresa Boehringer toma las riendas en lo que se refiere al equipo Unimog en materia de producción y ventas, aunque Erhand & Söhne sigue siendo el proveedor de muchas piezas. Son entregados los primeros motores diésel Daimler-Benz OM 636 de 25 CV y en el otoño de ese año se adquieren los materiales necesarios para la producción de una serie preliminar de 100 unidades y antes de fin de año los primeros Unimog realizan intensivas pruebas que confirman la validez del concepto.[cita requerida]
El Unimog es presentado el 29 de agosto de 1948 en la feria agrícola LG-Schau (Feria) en Fránkfurt/Main, consiguiendo sus primeros 150 pedidos. A finales del verano se realizan los preparativos para la producción en serie. El equipo UNIMOG busca ahora una nueva planta. En el otoño de 1948 se mudan a la fábrica de Werkzeugmaschinenfabrik Boehringer que se convirtió en la nueva planta de fabricación de UNIMOG, entregándose el primer Boehringer Unimog en marzo de 1949. En los siguientes dos años, se produjeron alrededor de 600 modelos (U 25). En el otoño de 1950 las 600 unidades han sido terminadas y se realizan negociaciones acerca de la toma de posesión por Daimler-Benz; Boehringer retoma la fabricación de máquinas herramientas una vez más. Las fuerzas de ocupación del ejército francés en el sudoeste de Alemania occidental ordena los primeros modelos militares Unimog. Entre 1950-51 compraron 400 del modelo U 25. Daimler-Benz asume la División Unimog de Boehringer y el 3 de junio de 1951 se realiza la primera entrega de Daimler-Benz Unimog Modelo 2010, fabricado en Gaggenau. Para el 10 de julio cien Unimog habían salido de la línea de montaje. Ese mismo año recibe la medalla de plata de la Deutsche Landwirtschafts- Gesellschaft DLG (Sociedad Agrícola Alemana).
En marzo de 1953 se presenta el primer Unimog con cabina cerrada de acero. El Unimog es galardonado con una medalla de oro en la Rationalisierungsausstellung (exposición de eficiencia) de Düsseldorf. El 31 de julio, se suspende la producción del modelo 2010 25 PS. El 3 de agosto sale al mercado el primer Modelo 401 equipado con cinturón de seguridad. En 1954 el Unimog es el primer vehículo tractor en recibir el sello de aprobación de la Prüfungsausschuss Forsttechnischen (oficina examinadora de tecnología forestal).
Fuera de su Alemania natal, la República Argentina fue el primer país que fabricó el Unimog en la planta de Mercedes-Benz Argentina (primera planta de Mercedes-Benz en el mundo fuera de Alemania) de la localidad de González Catán, en las afueras de la ciudad de Buenos Aires. La producción comenzó allí en el año 1968 y fue originalmente destinada a proveer de unidades de alta movilidad al Ejército Argentino.
Concretamente, las versiones producidas en Argentina fueron la U416/426 cabina simple y doble, U421/431 y la U406.

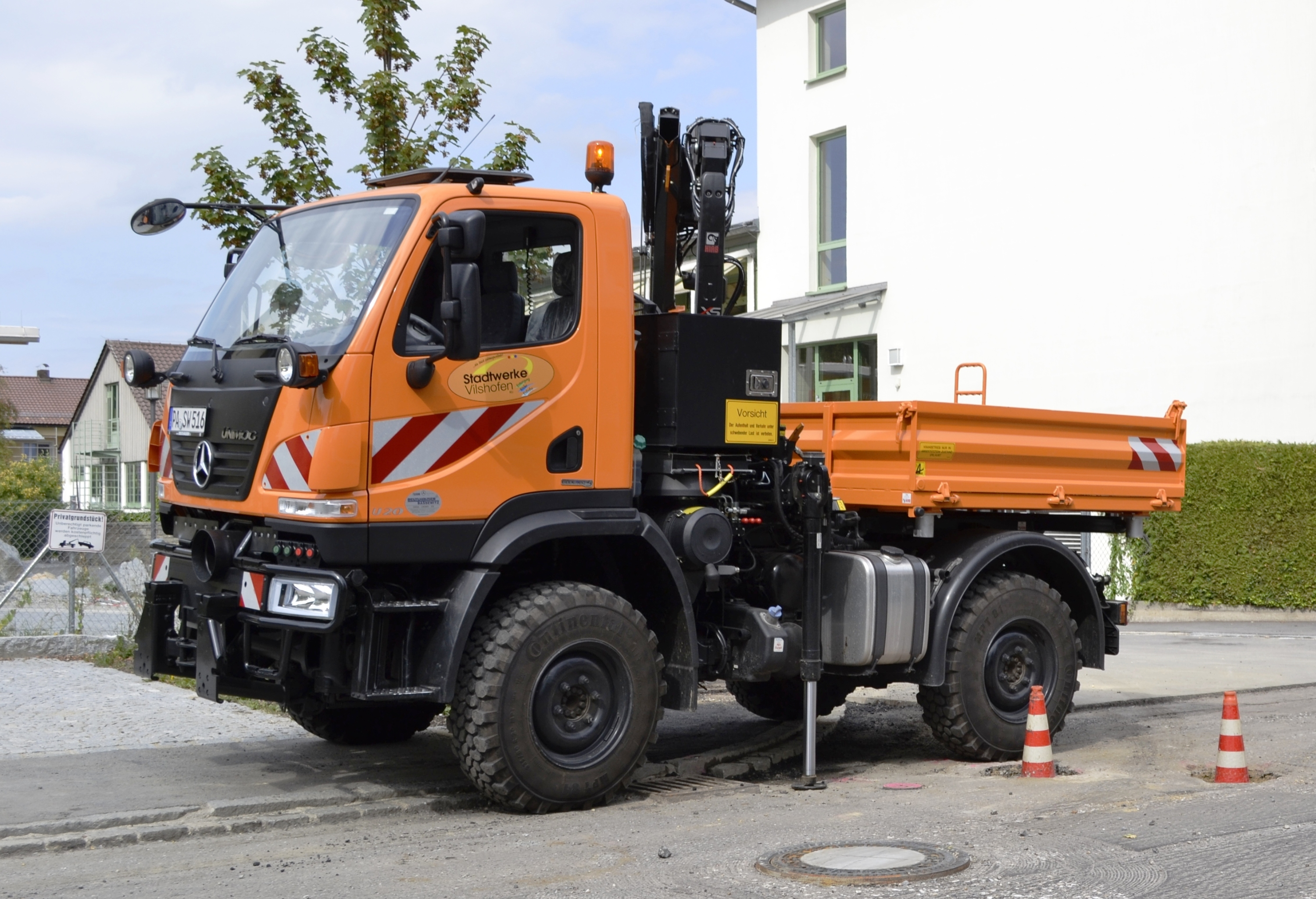
El nuevo pequeño Unimog U 20

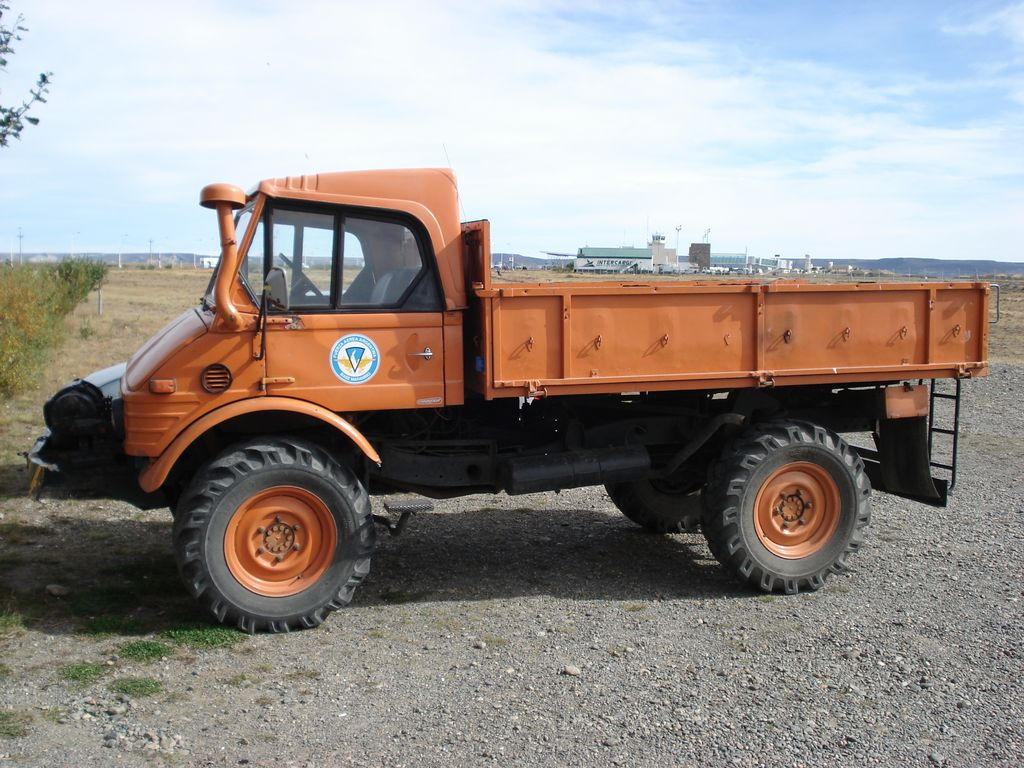
Unimog utilizado por la Fuerza Aérea Argentina en la Antártida.

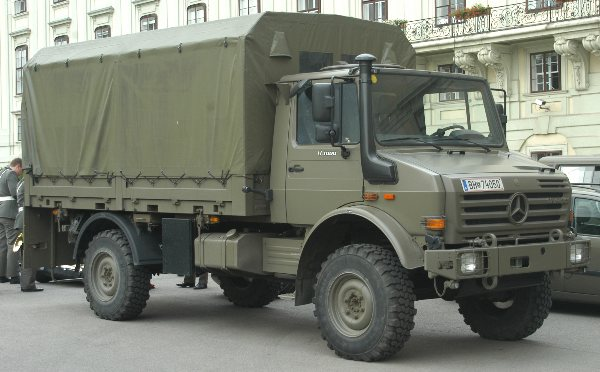
Unimog U 4000 [LKW] del ejército austriaco

## Características
Posee tracción integral con 2 (o más) diferenciales, los cuales pueden ser bloqueados para obtener tracción permanente en todas las ruedas, esto lo hace versátil para ser conducido tanto en carreteras como en campo traviesa, lleva tomas de fuerza delantera y trasera para mover aparatos, una pequeña caja para la carga y está dotado con ejes pórticos, los cuales le dan una distancia adicional desde el suelo, lo que lo hace muy bueno para trabajar en terrenos escarpados. Una característica clave en el diseño del chasis del Unimog, es el uso de conexiones pivotantes entre el chasis y los componentes de la carrocería e implementos, esto permite que el chasis pueda flexionarse torsionalmente sin afectar estos componentes y esto, sumado al uso de una suspensión de resortes, le otorga una habilidad todo-terreno casi inigualable. Los ejes de un Unimog pueden flexionarse hasta 15 grados en direcciones contrarias sin ninguna modificación. 
Los nuevos modelos pueden ser adquiridos en cualquiera de las tres series:
1. Serie media 405, conocida también como UGN ("Geräteträger"), disponible en los modelos U300-U500.
2. Series 437, también conocida como UHN ("Hochgeländegängig" or highly mobile cross country), disponible en los modelos U3000-U5000.
3. Modelo U20, la más pequeña Unimog. Versión más pequeña de la U300 con la cabina montada sobre el compartimiento del motor.

## Usuarios
- México 4000 unidades activas
- Perú 30 unidades activas de las 120 unidades adquiridas en los años 80 y 90

### Militares
- Ejército de Chile
- Fuerzas Armadas de España
- Bundeswehr
- Fuerzas Armadas argentinas
  - Ejército Argentino
  - Fuerza Aérea Argentina
- Fuerzas Armadas británicas
- Componente Terrestre del Ejército Belga
- Ejército Real de Dinamarca
- Real Ejército de los Países Bajos
- Fuerzas Armadas de Francia
- Ejército del Perú
- Fuerzas armadas de Honduras